# El Dividive (paroisse civile)
Pour les articles homonymes, voir El Dividive.
El Dividive est l'une des cinq paroisses civiles de la municipalité de Miranda dans l'État de Trujillo au Venezuela. Sa capitale est El Dividive, chef-lieu de la municipalité.